# Lasek Oporowski
Lasek Oporowski (Las Oporowski) – niewielki kompleks leśny położony w południowo-zachodniej części Wrocławia. Powierzchnia lasu wynosi 8,3 ha (8 ha). Na drzewostan lasu składają się głównie dęby, lipy, graby. W poszyciu występuje dziki bez. Ze względu na pewne oddalenie od osiedli, las uznawany jest za cenny ekologicznie. Tworzy większy ekosystem wraz z rzeką, Cmentarzem Grabiszyńskim, Parkiem Grabiszyńskim, cmentarzem żołnierzy wraz ze wzgórzem – Cmentarzem Żołnierzy Polskich, ogródkami działkowymi.
Las położony jest pomiędzy osiedlami i rzeką:
- Oporów – na południe od lasu
- Muchobór Mały – na północny zachód od lasu
- rzeka Ślęza[2], a za nią osiedle Grabiszyn – na wschód od lasu

Jest to las komunalny, tzn. w zarządzie Urzędu Miejskiego Wrocławia, Zarządu Zieleni Miejskiej. Położony jest na lewym brzegu rzeki Ślęza. Na północy przebiega ulica Ostrowskiego i zlokalizowany jest w jej ciągu Most Muchoborski. Odcina ona niewielki drzewostan, zawarty pomiędzy ulicą, torami kolejowymi i rzeką. Główny obszar lasu leży na południe od tej ulicy. Przez las przebiega ulica Turystyczna, która w swej zasadniczej części ma charakter leśnej drogi gruntowej, częściowo na końcu w zasadzie ścieżki leśnej. Od zachodu rozciągają się niewielkie ogródki działkowe i pola uprawne, aż do ulicy Awicenny.
Obowiązująca nazwa – Lasek Oporowski – została nadana temu lasowi w § 1 pkt 38 uchwały nr LXXI/454/93 Rady Miejskiej Wrocławia z 9 października 1993.